# ريان شراحيلي
ريان شراحيلي لاعب كرة قدم سعودي يلعب في نادي البكيرية كظهير أيسر.

## مسيرة اللاعب
لعب في نادي الهلال في الفئات السنية ووقع مع نادي البكيرية في عام 2024.